# Tadeusz Kubik

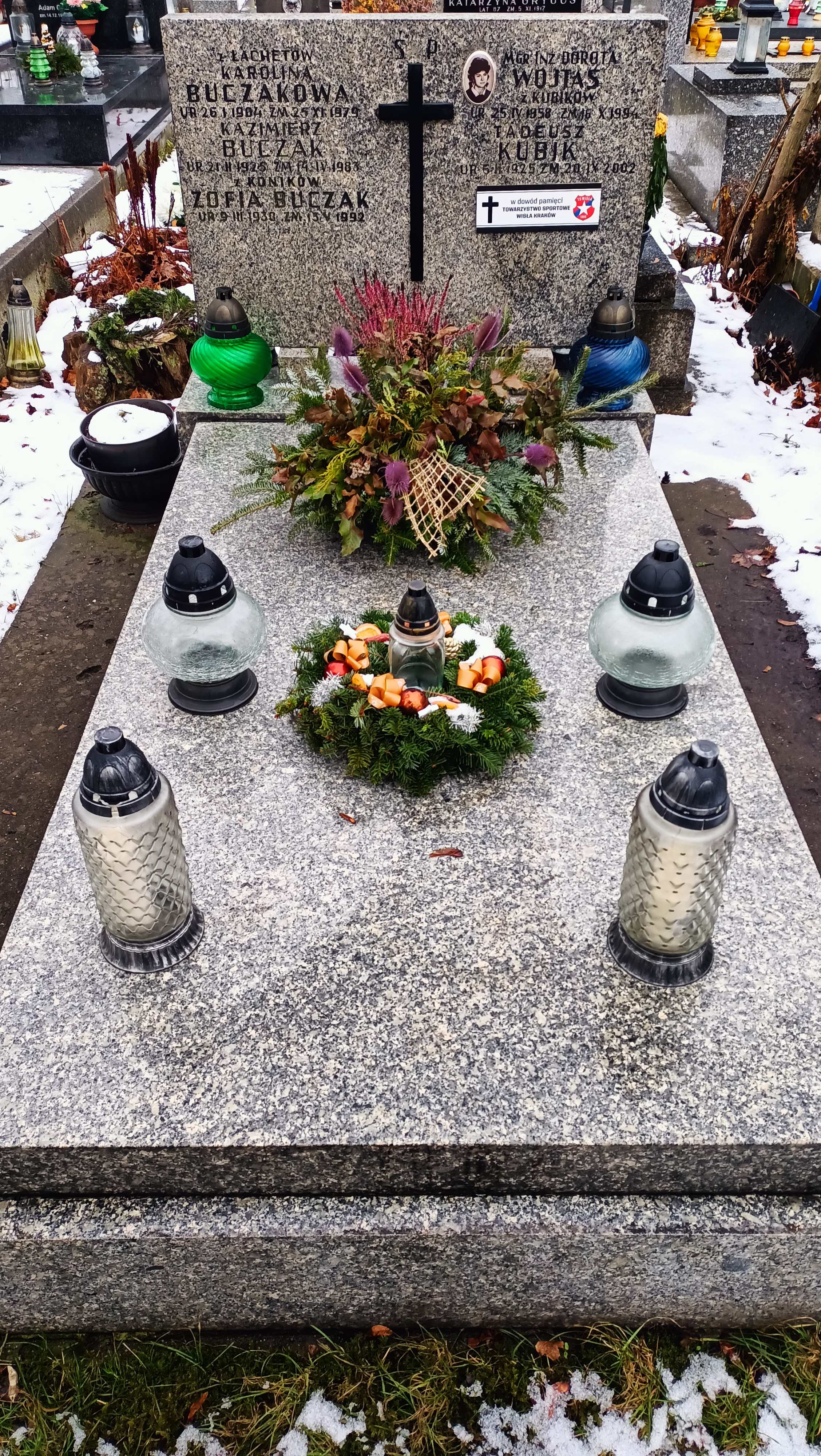
Gób Tadeusza Kubika na Cmentarzu Rakowickim w Krakowie

Tadeusz Kubik (ur. 5 lutego 1925 w Krakowie, zm. 20 września 2002 tamże) – polski piłkarz, występujący na pozycji obrońcy.

## Kariera
Piłkarską karierę rozpoczął podczas II wojny światowej w drużynie Juvenii Kraków. W 1945 roku został zawodnikiem Wisły Kraków, gdzie grał na prawej obronie. W 1949 roku zdobył z klubem mistrzostwo Polski. Ogółem rozegrał 26 spotkań w I lidze.

## Statystyki ligowe
| Sezon | Klub         | Liga   | Mecze | Gole |
| ----- | ------------ | ------ | ----- | ---- |
| 1948  | Wisła Kraków | I liga | 20    | 0    |
| 1949  | Wisła Kraków | I liga | 6     | 0    |